# En été
In Summer
Pistes de La Reine des neiges
Le Chant du renne Le Renouveau (Reprise)
Pistes de Frozen
Reindeers Are Better Than People For the First Time in Forever (Reprise)
En Été (In Summer) est une chanson tirée du film d'animation La Reine des Neiges. Les paroles ont été écrites par Kristen Anderson-Lopez et la musique composée par Robert Lopez. Il s'agit d'une balade comique et ironique chantée par Olaf, le bonhomme de neige.
La chanson a été interprétée par les voix suivantes :
- Version originale : Josh Gad[1] ;
- Version française (film) : Dany Boon[1] ;
- Version française (CD de la bande originale) : Emmanuel Curtil ;
- Version québécoise : Marc Labrèche.

Josh Gad a obtenu le prix du meilleur doublage de personnage aux Annie Awards 2014 avec la voix d'Olaf.

## Résumé
Anna, Kristoff et Sven sont en route vers la Montagne du Nord pour trouver Elsa, la Reine des neiges. Ils rencontrent en chemin un drôle de bonhomme de neige nommé Olaf, qui s'avère créé par Elsa à l'image de celui fabriqué dans leur enfance. En plus d'être vivant, il rêve de découvrir la chaleur, l'été et le beau temps, sans savoir les conséquences que cela entraînerait. Lorsqu'il apprend qu'Anna cherche sa sœur pour faire revenir sa saison préférée, il est prêt à tout pour l'aider.

## Classements
| Classement (2013–14)                          | Meilleure place atteinte |
| --------------------------------------------- | ------------------------ |
| Corée du Sud (Gaon International Chart)       | 10                       |
| Corée du Sud (Gaon Chart)                     | 67                       |
| Royaume-Uni Singles (Official Charts Company) | 84                       |
| États-Unis Billboard Bubbling Under Hot 100   | 4                        |
| États-Unis Heatseekers Songs (Billboard)      | 12                       |